# Klamathia
Klamathia is een geslacht van spinnen uit de familie springspinnen (Salticidae).

## Soorten
De volgende soorten zijn bij het geslacht ingedeeld:
- Klamathia flava Peckham & Peckham, 1903